# Теофилакт Рангаве (съимператор)
Теофилакт Рангаве (на гръцки: Θεοφύλακτος ὁ Ραγκαβές, Theophylaktos Rhangabe, като монах Eustratios; * 793, Константинопол; † 15 януари 849, остров Плати или Проти) е византийски съ-император от 811 до 813 г.

## Биография
Той е най-възрастният син на куропалат и по-късно византийски император Михаил I, който управлява от 811 до 813 г., и съпругата му Прокопия, дъщеря на византийския император Никифор I (упр. 802 – 811), сестра на император Ставракий (упр. 811). По бащина линия е внук на адмирал Теофилакт Рангаве (fl.  780). Има двама братя Ставракий и Никетас (по-късният патриарх Игнатий) и две сестри Георго и Теофано.
Михаил Рангаве е издигнат за Василевс по време на бунт срещу зет му Ставракий през началото на октомври 811 г. Така Теофилакт става престолонаследник и на 25 декември 811 г. в Света София е коронован за съимператор. По време на признаването на Карл Велики като римски император на Запада, се преговаря и за женитбата на Теофилакт с една франкска принцеса.
На 11 юли 813 г. войската провъзглася пред столицата патрикиос и стратег на тема Анатоликон Лъв Арменец за император. Михаил I се отказва от трона и става монах, също и Теофилакт, който насила, както и братята му, е кастриран (и така да не може да бъде император). Новият император определя да живеят на остров Плати (при Зонара: Проти) в Мраморно море. Там Теофилакт живее под монашеското име Евстратий до смъртта си на 15 януари 849 г.